# Cepora pactolicus
Cepora pactolicus is een vlindersoort uit de familie van de Pieridae (witjes), onderfamilie Pierinae.
Cepora pactolicus werd in 1865 beschreven door Butler.